# ویه
ویه در استان گیلان، شهرستان رودبار، بخش عمارلو، دهستان کلیشم واقع است. زبان مردم روستای ویه تاتی است. که از کهن‌ترین زبان‌های ایرانی محسوب می‌شود. اهالی روستای ویه از قوم تات هستند.
قوم تات از ساکن مناطق شمالی ایران، دربند روسیه و قفقاز هستند. تات‌های ایران عمدتاً در نواحی تاکستان، رشته کوه البرز، اشتهارد، وفس مرکزی، شاهرود اردبیل، رودبار گیلان و … زندگی می‌کنند.